# Aloe elgonica
Aloe elgonica är en grästrädsväxtart som beskrevs av Arthur Allman Bullock. Aloe elgonica ingår i släktet Aloe och familjen grästrädsväxter.
Artens utbredningsområde är Kenya. Inga underarter finns listade i Catalogue of Life.

## Bildgalleri

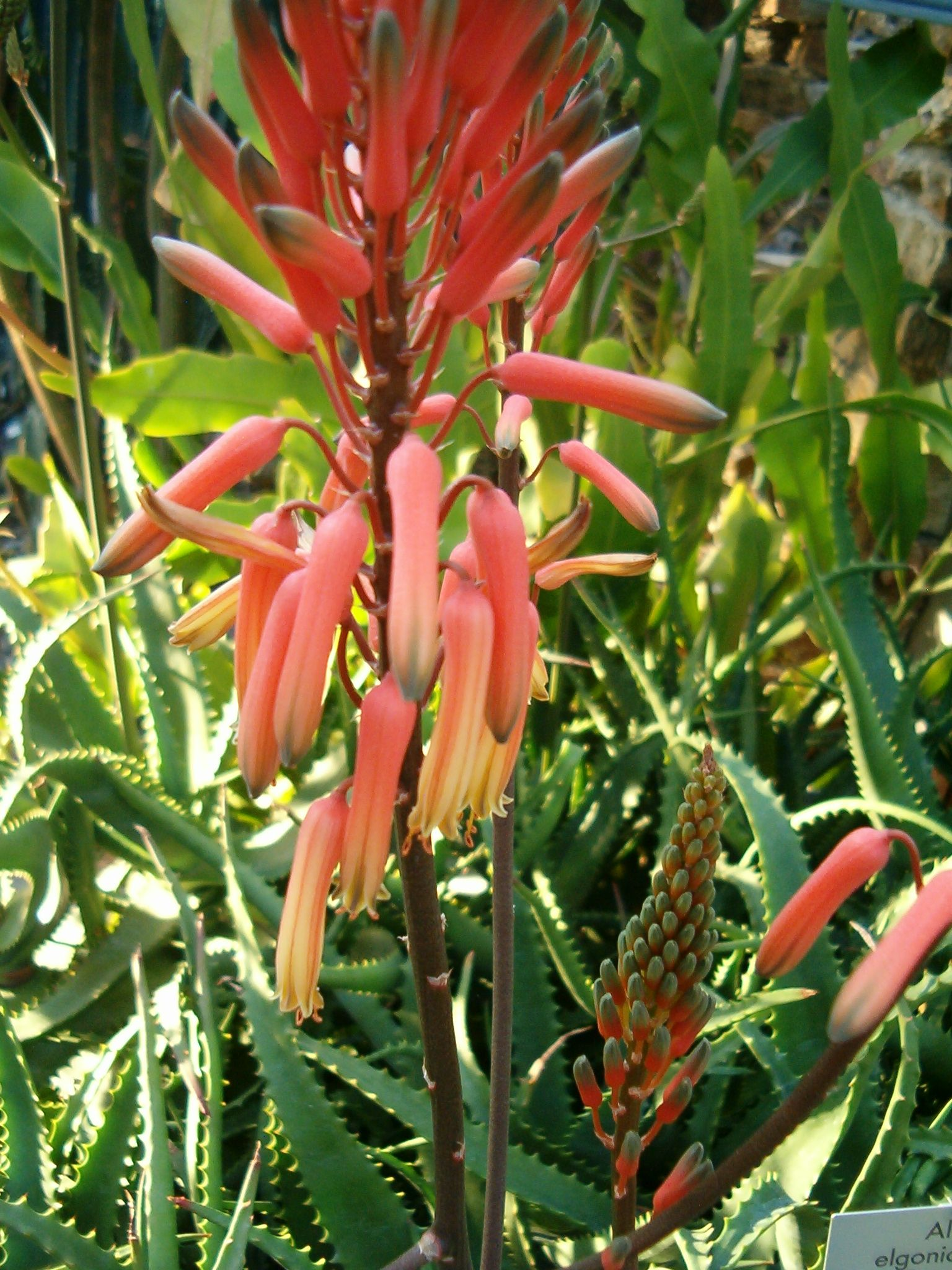
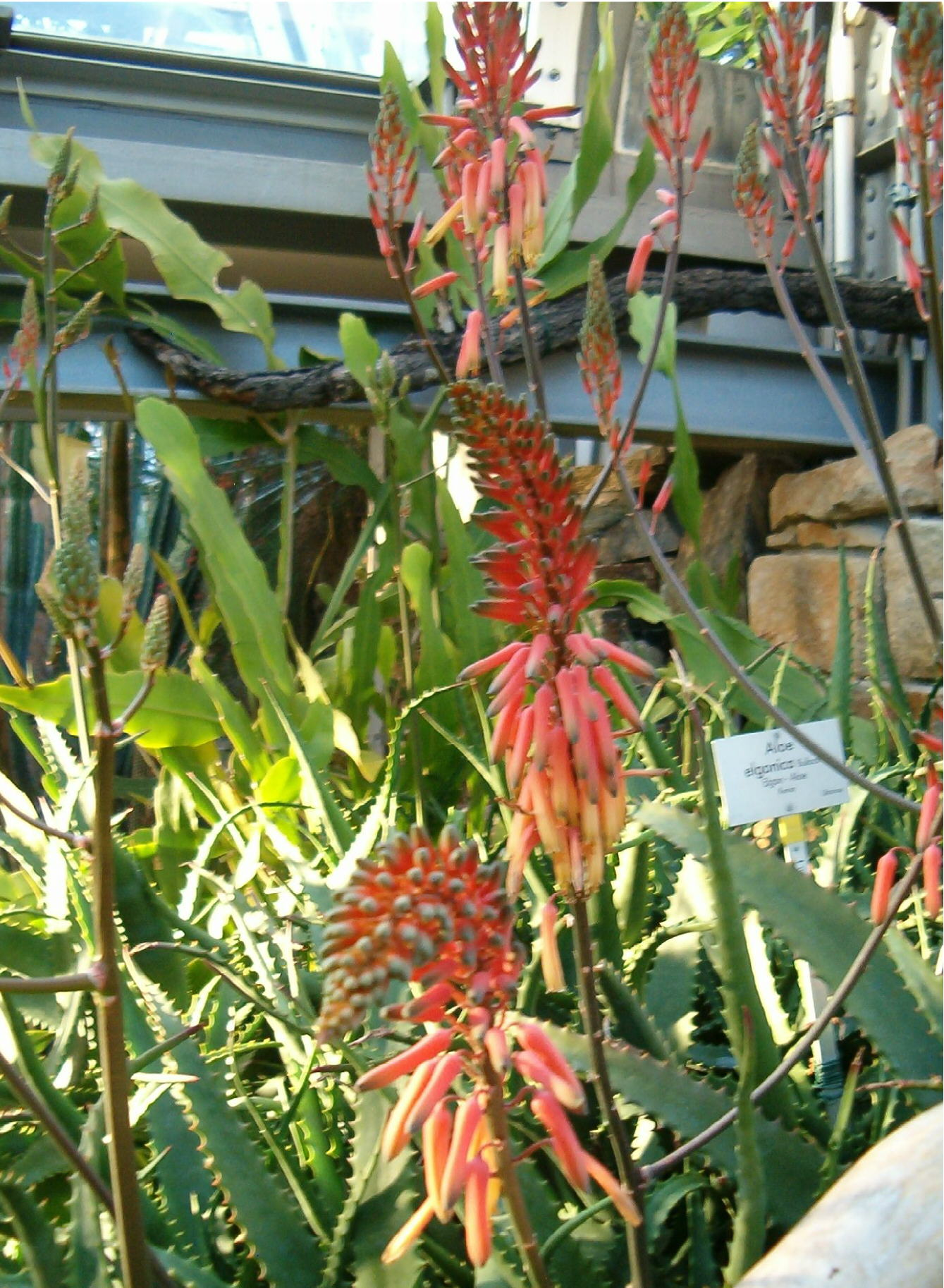
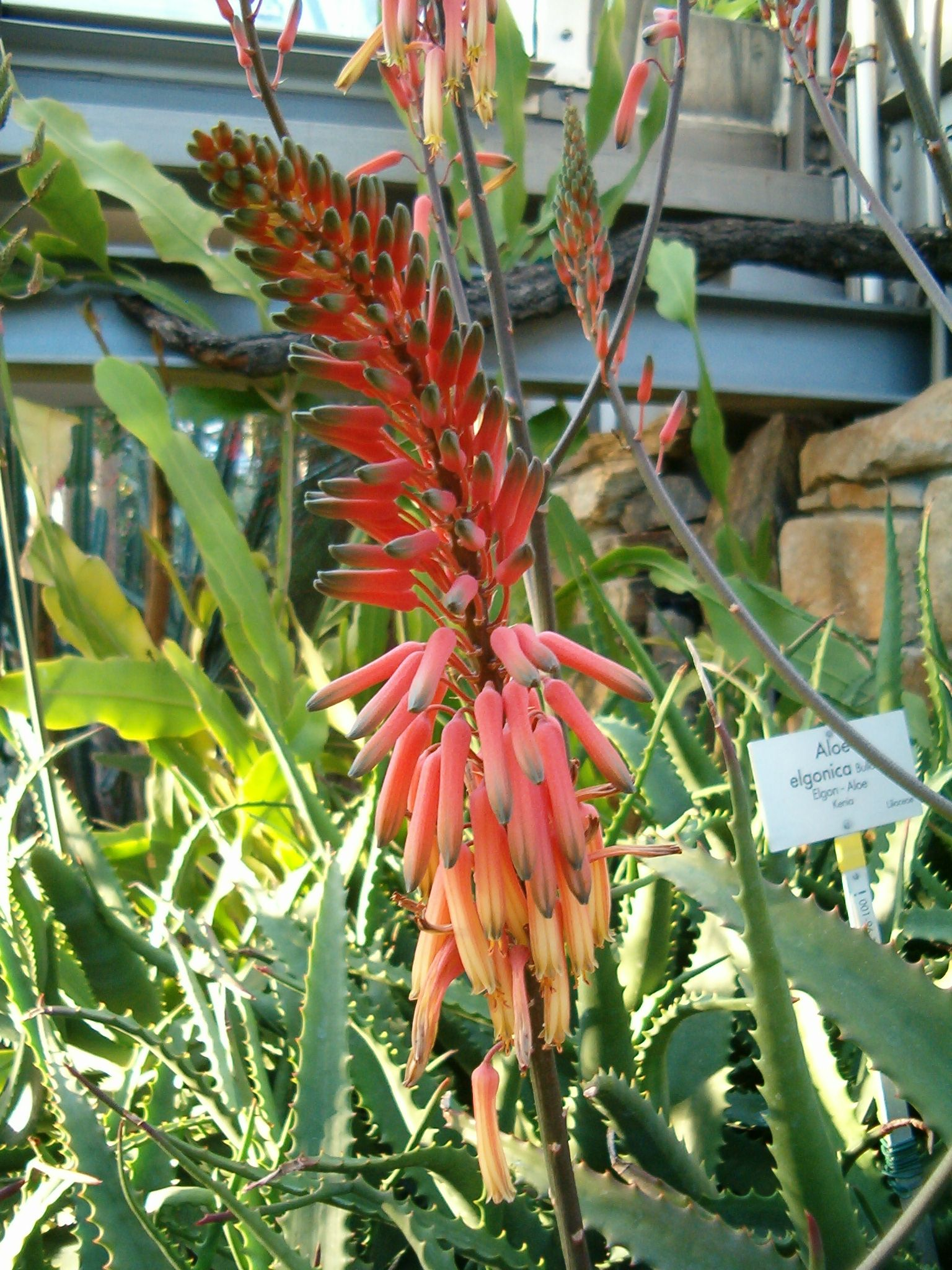
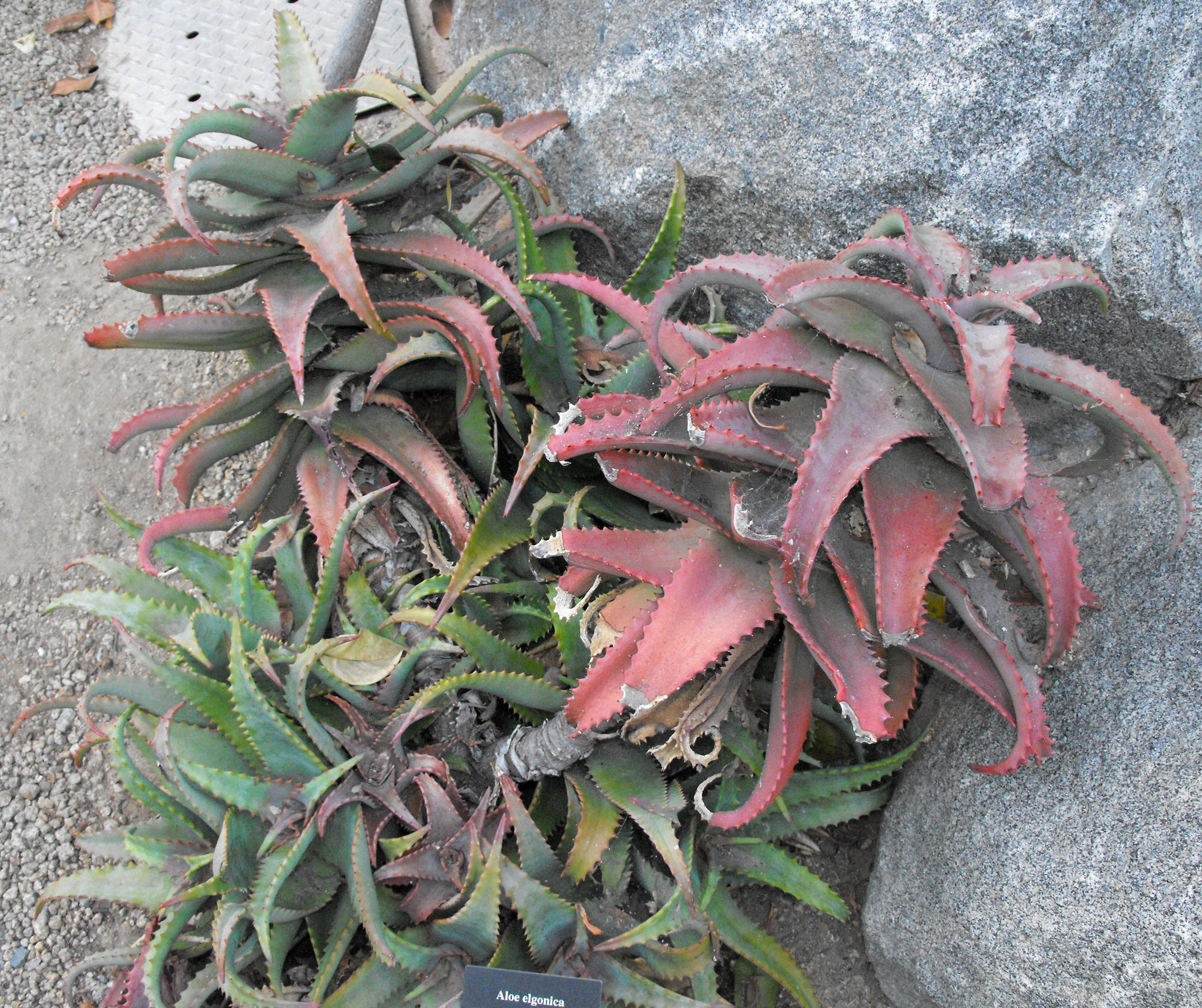
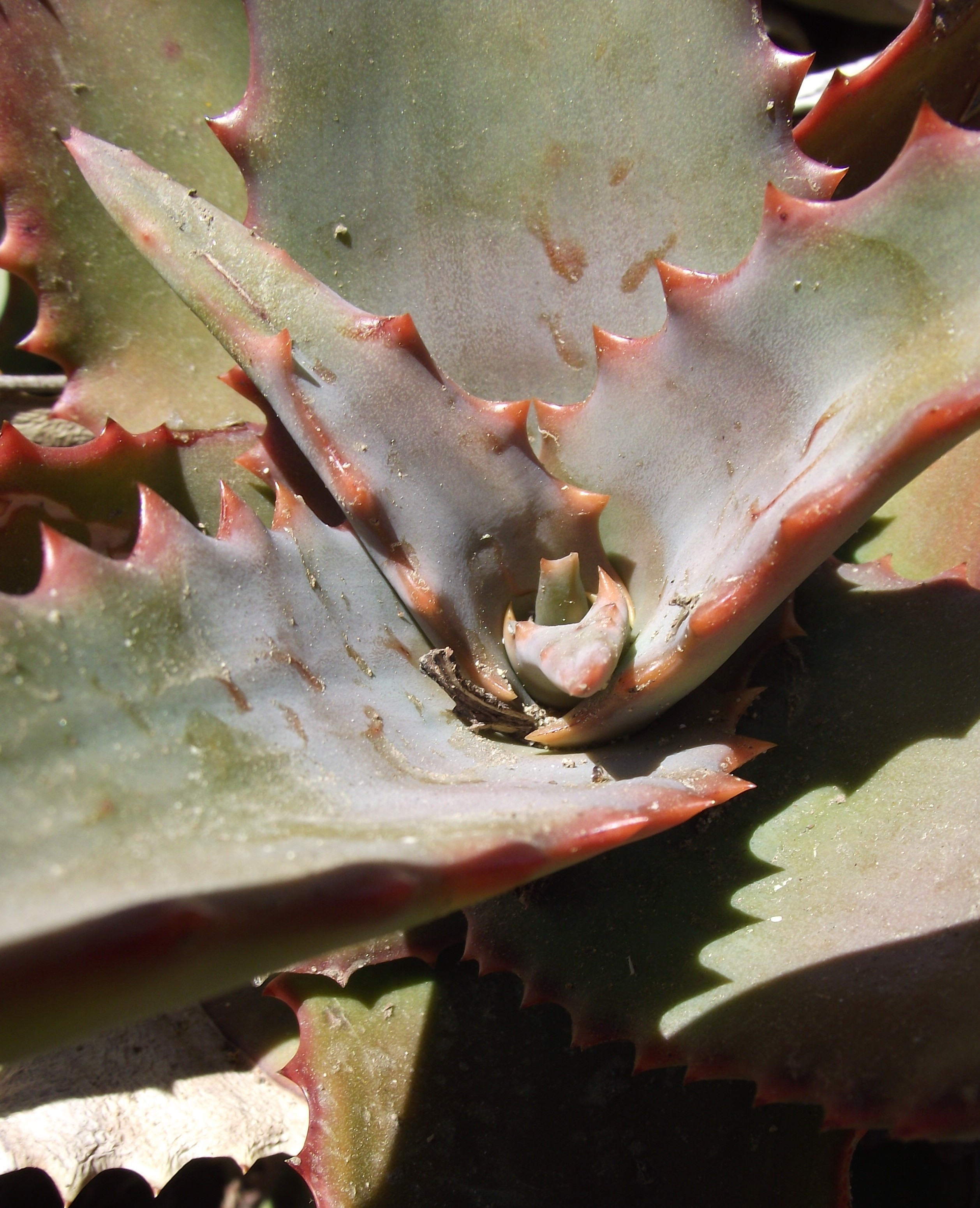